# Nastolování agendy

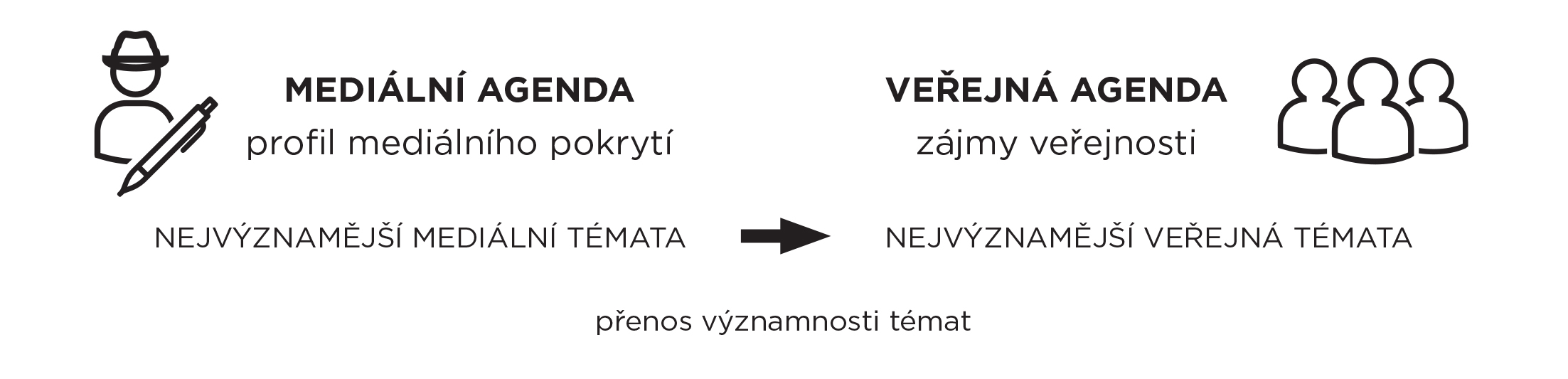
Přenos významnosti témat

Teorie nastolování agendy nebo nastavování témat se používá v těchto významech:
1. v mediálních studiích: se zabývá vlivem masových médií na publikum. Média podle této teorie svým výběrem zpráv a témat neovlivňují přímo názory lidí (neříkají lidem, co si mají myslet), ale mají významnou úlohu při určování toho, o čem se mluví, o čem lidé přemýšlejí a jaká témata jsou vnímána publikem jako důležitá;
2. obecně v politologii a sociologii: proces prosazování určitých témat do veřejného diskurzu (prostoru), ale také vytlačování jiných témat z tohoto prostoru.[1]

## Historie
Duchovním otcem myšlenky, která se dnes označuje jako nastolování agendy (agenda setting), a která pracuje s předpokladem, že média se podílejí na tvorbě veřejné agendy, je americký novinář Walter Lippmann (1889–1974). Lippmann ve své knize Public opinion (Veřejné mínění, 1922) vysvětluje, že média, která jsou zprostředkovatelem pro pochopení věcí mimo dosah naší přímé osobní zkušenosti, pomáhají vytvářet naší kognitivní mapu světa: „Veřejné mínění podle Lippmanna reaguje nikoli na okolní prostředí, ale na pseudoprostředí, které vytvářejí zpravodajská média.“
Samotný termín agenda-setting se však objevuje až v druhé polovině 20. století, kdy ho poprvé použili Maxwell McCombs a Donald Shaw ve své průlomové studii The agenda-setting function of mass media (Nastolování agendy jako funkce masových médií, McCombs-Shaw, 1972).
Studie se zabývala důležitostí jednotlivých témat v prezidentských volbách ve městě Chapel Hill (Severní Karolína). Byla založena na vzorku 100 nerozhodnutých voličů a zkoumala, jak se odvíjel jejich názor na důležitost jednotlivých témat od toho, kolik bylo těmto tématům věnováno prostoru v místním tisku. Vědci v rozhovorech požádali voliče, aby popsali nejdůležitější témata voleb. Poté zanalyzovali obsah médií, která voliči konzumovali. Obsah byl rozřazen do tematických kategorií a také podle toho, kolik prostoru a času mu v médiích bylo věnováno. Vědci objevili silnou korelaci mezi tématy, která voliči považovali za důležitá a tématy, která byla nejčastěji probírána v médiích, která konzumovali. 
Následovaly desítky studií, které potvrdily, že mezi mediálním obsahem a názory publika existuje jasná korelace a dokonce kauzální vztah. Do roku 2009 proběhlo více než 400 empirických studií, zabývajících se fenoménem agenda setting, jedná se o jeden ze široce přijímaných a hojně využívaných nástrojů mediální vědy.

## Různé agendy
V rámci teorie o nastolování agendy je užitečné odlišovat několik různých druhů agend:
- mediální agenda – problémy a témata, kterými se zabývají média (TV, rádio, noviny apod.)
- veřejná agenda – problémy a témata probíraná (ať už soukromě či veřejně) členy veřejnosti
- politická agenda – problémy a témata, která považují za důležitá politici, zákonodárci, zkrátka ti, kteří jsou zodpovědní za tvorbu pravidel a zákonů
- korporátní agenda – problémy a témata velkých společností a korporací

Všechny tyto agendy jsou vzájemně provázané, navzájem se ovlivňují. Přestože teorie o nastolování agendy začala coby studium vlivu mediální agendy na agendu veřejnou, je jasné, že mediální agenda sama je ovlivňována nejen ostatními agendami (veřejností, politiky i korporacemi), ale také vnitřními žurnalistickými pravidly a způsoby práce.
Základním je přenos význačnosti (salience transfer): důležitost témat ve veřejné agendě do značné míry kopíruje důležitost těchto témat v masmediální agendě.

## Nastolování a budování agendy
Se stoupajícím počtem publikovaných článků zabývajících se nastolováním agendy se stalo zřejmým, že tento proces zahrnuje nejen aktivní roli mediálních organizací, nýbrž i účast veřejnosti a politiků. Rogers a Dearing popisují rozdíl mezi nastolováním agendy a budováním agendy (agenda building), jenž spočívá v dominantní roli médií nebo veřejnosti. Proto se „nastolování“ agendy týká vlivu mediální agendy na společnost – přenesení mediální agendy do veřejné agendy – zatímco „budování“ agendy zahrnuje „určitý stupeň vzájemnosti“ mezi masmédii a společností, přičemž jak mediální, tak veřejné agendy ovlivňují veřejnou politiku.
Autoři Sun Young Lee a Daniel Riffe v této souvislostí tvrdí, že média neoperují ve vakuu. Mediální agenda je podle nich ve skutečnosti výsledkem vlivů, jež některé mocné skupiny užívají jako jemnou formu společenské kontroly. Novináři mají omezené časové možnosti a zdroje, což může přispívat k tomu, že se do gatekeepingu (proces výběru informací vpuštěných do médií) zpravodajských médií zapojují externí zdroje. Někteří akademici se proto pokusili odhalit vztahy mezi informačními zdroji a agendou, již zpravodajská média vytváří, zkoumáním toho, kdo vytváří mediální agendu. Existuje několikero zdrojů, které se mohou účastnit procesu budování agendy, a to různými způsoby. Největší vědecký zájem je však věnován účinnosti informačních „pomůcek“ (information aids), jako jsou rámci mediální agendy např. tiskové zprávy.
Berkowitz provedl podrobnější analýzu teorií nastolování a budování agendy, přičemž zavedl pojmy „nastolování politické agendy“ (policy agenda-setting) a „budování politické agendy“ (policy agenda-building). Berkowitz přichází s názorem, že když akademici zkoumají jen propojení mezi médii a politiky (policymakers), je vhodné použít pojem nastolování politické agendy. Když je však předmětem zkoumání nejen osobní agenda politiků, nýbrž i širší, společensky významné problémy, kde média představují pouze jeden ukazatel veřejného sentimentu, navrhuje Berkowitz jako vhodnější hovořit o budování politické agendy.

## Stupně nastolování agendy
1. Nastolování agendy prvního stupně se soustředí na studium toho, kterým tématům je věnována pozornost v médiích a zda tuto agendu přijme i veřejnost.
2. Druhý stupeň nastolování agendy zkoumá jednotlivé atributy a charakteristiky této mediální pozornosti. Těmito atributy mohou média ovlivnit nejen o čem lidé přemýšlejí, ale i jakým způsobem. Atributy mohou být buď kognitivní povahy (kladení důrazu na některé aspekty či podtémata) nebo afektivní povahy (pozitivní, neutrální, negativní...).

O intermediálním nastolování hovoříme v případě, že od sebe témata či atributy přebírají média navzájem. V takovém případě dochází k „transferu význačnosti“ (salience transfer).

## Účinek nastolování agendy
Nastolování agendy je mocným nástrojem masových médií. Jeho účinky byly vysledovány nejenom ve Spojených státech, ale i v mnohých, často velmi kulturně rozdílných zemích po celém světě. Jako příklad lze uvést Argentinu, Německo či Japonsko. Výzkumy navíc potvrdily účinnost nastolování agendy v rámci mnoha rozdílných veřejných témat: od ekonomiky přes životní prostředí k problému s drogami. Lze se setkat s názorem, že nastolování agendy je úspěšné ve všech zemích, majících uspokojivý otevřený politický systém a zároveň otevřený systém médií: „Tam, kde platí obě tyto podmínky otevřenosti, veřejnost přebírá podstatnou část agendy témat, která prezentují zpravodajská média.“
Veřejná agenda je však velmi omezená a existuje tak silná konkurence mezi tématy, které se stanou její součástí. Uvádí se, že veřejná agenda v jednu chvíli obsahuje maximálně 2 až 6 témat. To je způsobeno především omezenou možností veřejného zájmu, limity časové a psychologické kapacity a limity samotných mediálních agend.
Studie odhalily souvislost mezi stupněm vzdělání a rozšířením témat veřejné agendy. Společně s nárůstem vzdělanosti v USA je v šedesátých a sedmdesátých letech 20. století zaznamenán výrazný nárůst rozmanitosti témat ve veřejném prostoru: „Vzdělání má vždy ten následek, že se daný jedinec začne více zajímat o zpravodajská média a vzroste jeho citlivost na širší spektrum témat, která se ve zprávách objevují,“ píše McCombs. Neprokázalo se však, že by lidé s vyšším stupněm vzdělání byli více odolní vůči přejímání mediální agendy.
Doba trvání přenosu mediální agendy na agendu veřejnou je odhadována na čtyři až osm týdnů.

## Role politiků při nastolování agendy
Určité skupiny mají při procesu nastolování agendy mnohem snazší přístup, a tak spíše, než jiní dosáhnou prosazení svých požadavků. Například politici se ukazují být vlivnějšími než zpravodajské zdroje jako celek, a to díky skutečnosti, že lépe chápou potřebu novinářů získat spolehlivé a předvídatelné informace. Kromě toho dobře rozumí jejich definici toho, co je zpravodajsky zajímavé. Cobb a Elder přičítají politickým aktérům ještě větší důležitost s argumentem, že aby určitý problém vůbec dosáhl statusu agendy, musí být podporována přinejmenším některými klíčovými politiky. Zpravodajské zdroje spřízněné s vládou tak mají při nastolování agendy vyšší úspěšnost a podle řady odborníků jsou i nejčastěji využívanými zdroji jak na lokální, tak i na národní úrovni.
Zpravodajské zdroje také mohou poskytnout definici problému, čímž ho zasadí do specifického rámce a zároveň tím stanoví podmínky budoucí debaty. Která z interpretací „skutečnosti“ bude ve veřejném mínění dominantní, bude mít důsledky jak pro budoucnost daného sociálního problému, tak pro zúčastněné politiky a zájmové skupiny a konečně i pro politiku samotnou. Podle Gusfielda můžeme například úmrtí na dálnici pod vlivem alkoholu přičíst nezodpovědnosti opilého řidiče, přepravnímu systému zcela závislému na autech, špatné kvalitě dálnic či v neposlední řadě takzvanému společenskému pití. Rozdílné způsoby definování situace mezi sebou mohou soupeřit o to, který z nich bude akceptován jako autoritativní verze reality, což ve výsledku podnítí soupeření mezi informačními zdroji. Ty obzvláště silné pak mohou dokonce ovlivnit, zda se určitému problému vůbec dostane mediálního zájmu.
Symbiotický vztah mezi médií a politiky spočívá v tom, že zatímco politici se neobejdou bez mediálního ohlasu, novináři potřebují přístup k informacím. Toto „soužití“ kontroluje sdílená kultura neoficiálního souboru základních pravidel. I tak se ale zájmy obou skupin často rozcházejí. Důvodem bývá zejména odlišná orientace v čase, kdy velké informační zdroje jsou na tom sice nejlépe v rutinních situacích, na krize nebo katastrofy však reagují pomaleji. Politici, kteří se v tomto prostředí umí pohybovat a rozumí pravidlům hry, jsou pak schopni nastolovat svou agendu a definovat problémy. Na druhé straně jsou i vládní úředníci a politici ovlivňováni médii v situaci, kdy chápou mediální pozornost věnovanou určité záležitosti jako nepřímý výraz veřejného zájmu o ni.

## Proč dochází k nastolování agendy?
Lidé mají přirozenou potřebu porozumět neznámým věcem a zorientovat se v nich, proto se obracejí k masovým médiím, která jsou velkým zdrojem informací. Potřeba orientace je podmíněna relevancí tématu (důležitostí) a mírou pocitu nejistoty o daném tématu.
Relevance tématu závisí na mnoha faktorech. Při průzkumech veřejného mínění v Texasu, které proběhly v letech 1992 a 1996, bylo zjištěno, že respondenty při rozhodování o relevantnosti tématu ovlivňovaly tyto faktory: občanská povinnost, silné emoce, osobní zájem, vliv okolí. Průzkumy dokázaly, že vlastní zájem nehraje tak důležitou roli, jak se předpokládalo.
Druhou podmínkou potřeby orientace je nejistota. Pokud má člověk dostatek informací projevuje se u něj obvykle nízká míra nejistoty. V tomto případě lidé spoléhají na své vlastní zkušenosti a mají menší motivaci naslouchat mediální agendě. To platí hlavně u všeobecně známých a dlouhodobě stabilních témat. Naopak vysoká míra nejistoty nastává, když se objeví nová témata ve veřejné agendě. Poté lidé pociťují vysokou potřebu hledat nové informace. „Čím větší je potřeba jednotlivce orientovat se v oblasti veřejných věcí, tím je pravděpodobnější, že bude naslouchat agendě masových médií.“ Spolu s mírou potřeby orientace roste i síla účinků nastolování agendy. Média nejsou jediným zdrojem informací, který lidé používají při orientaci ve veřejném prostoru. Často čerpají ze svých vlastních zkušeností, získávají informace od přátel či rodiny. Pokud však s tématem nemají žádné nebo pouze omezené zkušenosti obracejí se především na masová média.
Veřejná a mediální agenda obsahuje témata vtíravá a témata nevtíravá. Pojmem vtíravé téma rozumíme téma, se kterým má jedinec osobní zkušenost a setkává se s ním v každodenním životě. Mezi taková témata zařadil McCombs nezaměstnanost, daně, inflaci a všeobecný stav ekonomiky.
S nevtíravými tématy lidé žádnou osobní zkušenost většinou nemají. Mezi tyto témata se řadí například důvěryhodnost vlády, vládní výdaje, zahraniční obchod, životní prostředí, energetika, zločinnost, rasové vztahy a sociální problémy. Hlavním zdrojem informací se tedy pro ně stává mediální agenda, ke které se obracejí, aby snížili míru své nejistoty. Mezi lidmi jsou však rozdíly v množství informací, které potřebují k uspokojení své orientace ve veřejném prostoru. Každý upřednostňuje jiné téma a přikládá mu jinou hodnotu, proto se často stává, že osobní zkušenost jedinci nestačí a spíše ho motivuje k hledání nových informací v masových médiích.

## Jak je mediální agenda nastolována?

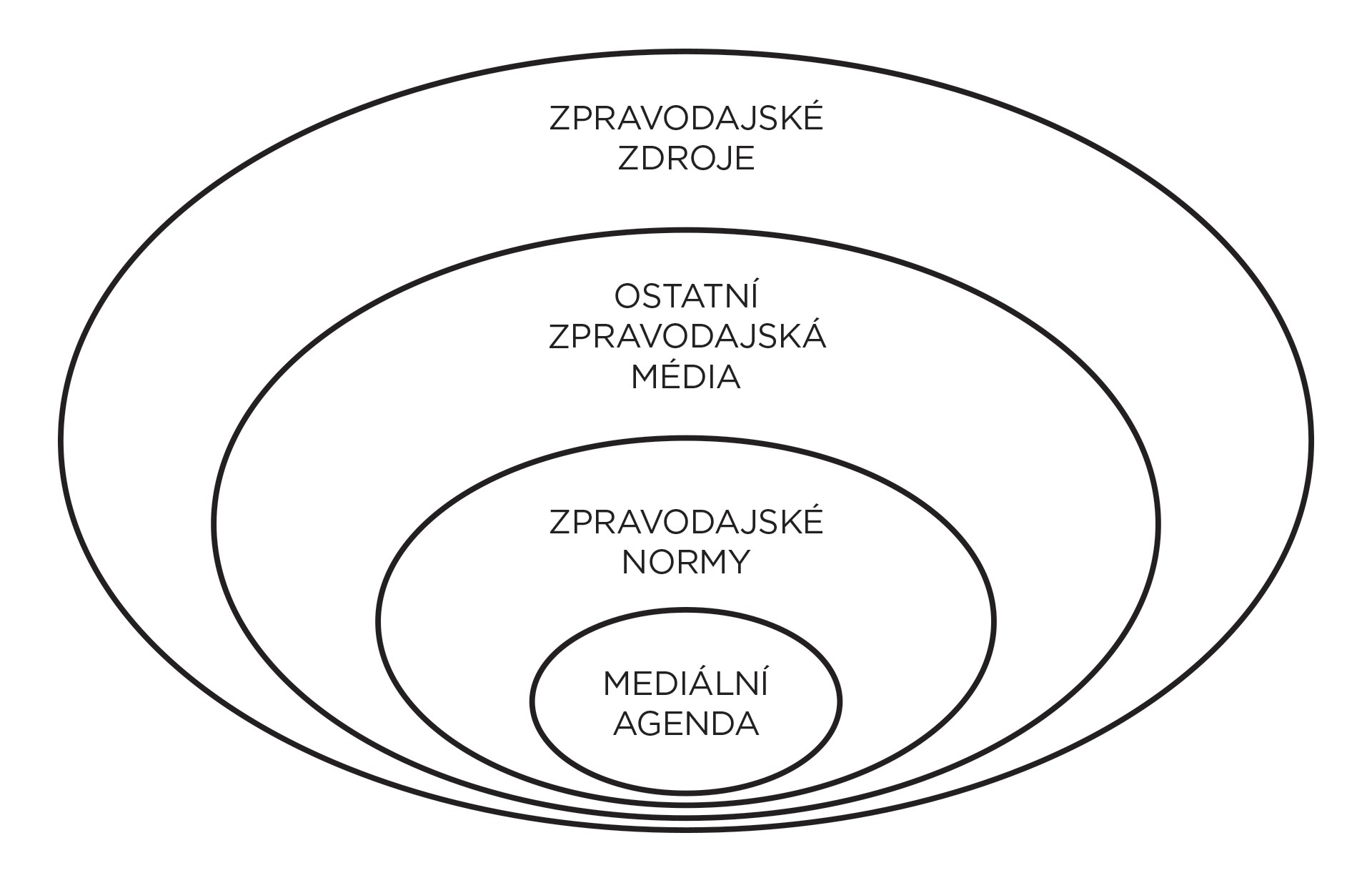
Metafora cibule a nastolování agendy médií

Na utváření mediální agendy se podílí mnoho různých vlivů. McCombs mluví o třech klíčových prvcích: „[…]hlavní zdroje informací pro zprávy, ostatní zpravodajské organizace a žurnalistické normy a tradice.“ Pro lepší pochopení tohoto procesu používá McCombs ve své knize metaforu loupání cibule. Na povrchu cibule jsou vnější zdroje zpráv např. politici, veřejní činitelé, specialisté v oblasti styku s veřejností atd. Druhou vrstvu pomyslné cibule představují ostatní zpravodajská média. Jde o tzv. intermediální nastolování agendy, které je ovlivněno vzájemnou interakcí mezi médii, přičemž významná média typu New York Times nastolují agendu ostatních zpravodajských institucí. V samém středu cibule se nacházejí zpravodajské normy a tradice, tvořící základní pravidla při nastolování mediální agendy.

### Související stránky
Gatekeeping